# Roques Noves
Les Roques Noves es troben al Parc de la Serralada Litoral, concretament a Òrrius (el Maresme).
Són les més amagades i discretes de totes les roques que hi ha per a practicar l'escalada a Céllecs. Tanmateix, és difícil trobar un punt on poder-les veure en perspectiva i fer-se'n una idea de conjunt.
Són ubicades a Òrrius. Hi ha dos camins possibles per a accedir-hi: un duu a la part baixa i l'altre a l'alta. Tots dos surten, a poca distància l'un de l'altre, de la pista ampla que va de Sant Bartomeu cap a la carena. Pujant per la pista surten a l'esquerra, abans del darrer revolt a la dreta que ens deixa al coll entre els turons de Mataró i Céllecs. Coordenades: x=445052 y=4601066 z=489.